# Епископы Минско-Могилевской архидиоцезий
Ниже приведен список епископов Минско-Могилевской архидиоцеза католической церкви. За все время существования в архидиоцезе было 5 архиепископов-митрополитов, 4 вспомогательных епископа и 2 генеральных викария.

## Архиепископы—митрополиты
- 1991—2006 — Казимир Свёнтек, в 1994 году стал первым белорусским кардиналом .
- 2006—2007 — Антоний Демьянко, апостольский администратор
- 2007—2021 — Тадеуш Кондрусевич, бывший президент Католической епископской конференции Беларуси.
- 2021 — Казимир Великоселец, апостольский администратор
- 2021—настоящее время. — Иосиф Станевский, президент Католической Епископской Конференции Беларуси.

## Вспомогательные епископы
- 1999—2003 — Кирилл Климович, епископ-помощник.
- 2004—2012 — Антон Демьянко, епископ-помощник.
- с 2013 — Юрий Кособуцкий, вспомогательный епископ.
- с 2015 г. — Александр Яшевский, вспомогательный епископ.

### Генеральные викарии
- 2007—? — Антоний Демьянка, апостольский администратор.
- Юрий Кособуцккий[источник не указан 58 дней]